# Ель-Капітан (Аризона)
Ель-Капітан (англ. El Capitan) — переписна місцевість (CDP) в США, в окрузі Гіла штату Аризона. Населення — 48 осіб (2020).

## Географія
Ель-Капітан розташований за координатами 33°14′18″ пн. ш. 110°47′0″ зх. д. / 33.23833° пн. ш. 110.78333° зх. д. (33.238343, -110.783288).  За даними Бюро перепису населення США в 2010 році переписна місцевість мала площу 15,75 км², уся площа — суходіл.

## Демографія
Згідно з переписом 2010 року, у переписній місцевості мешкало 37 осіб у 18 домогосподарствах у складі 12 родин. Густота населення становила 2 особи/км².  Було 33 помешкання (2/км²).
Расовий склад населення:
| - 94,6 % — білих - 5,4 % — осіб інших рас |

До двох чи більше рас належало 0,0 %. Частка іспаномовних становила 18,9 % від усіх жителів.
За віковим діапазоном населення розподілялося таким чином: 2,7 % — особи молодші 18 років, 73,0 % — особи у віці 18—64 років, 24,3 % — особи у віці 65 років та старші. Медіана віку мешканця становила 54,5 року. На 100 осіб жіночої статі у переписній місцевості припадало 146,7 чоловіків;  на 100 жінок у віці від 18 років та старших — 140,0 чоловіків також старших 18 років.
Середній дохід на одне домашнє господарство  становив 86 263 долари США (медіана — 74 028), а середній дохід на одну сім'ю — 66 648 доларів (медіана — 73 194). 
Цивільне працевлаштоване населення становило 76 осіб. Основні галузі зайнятості: освіта, охорона здоров'я та соціальна допомога — 27,6 %, мистецтво, розваги та відпочинок — 22,4 %, будівництво — 17,1 %.